# Nasolamia velox
Nasolamia velox – gatunek rekina z rodziny żarłaczowatych (Carcharhinidae), jedyny przedstawiciel rodzaju Nasolamia. Występuje w tropikalnych wodach Oceanu Spokojnego, wzdłuż zachodnich wybrzeży kontynentów amerykańskich, od Kalifornii na północy po Peru na południu. Zamieszkuje płytkie wody o głębokości zwykle nie przekraczającej 24 metrów, wzdłuż górnych krawędzi szelfów kontynentalnych. Posiada wrzecionowaty, wydłużony, lekko zbudowany korpus z szeroką głową, o ostro zakończonym pysku ze stosunkowo małym, V-kształtnym otworem gębowym oraz dużą, heterocerkiczną płetwę ogonową z trójkątnym fałdem skórnym na końcu górnego łuku. Z uwagi na liczne podobieństwa morfologiczne bywa mylony z innymi gatunkami rekinów, w tym Carcharhinus brevipinna i Rhizoprionodon longurio. Grzbiet rekina ma barwę jasnoszarą, ciemnoszarą lub jasnobrunatną. Dorosłe osobniki osiągają zwykle 1,3-1,4 m długości. Wielkość nie jest cechą dymorfizmu płciowego u tego gatunku.
Podobnie jak inne żarłaczowate jest żyworodny. Kopulacja odbywa się za pomocą pterygopodium, narządu płciowego samca. Po trwającej około 8-9 miesięcy ciąży samica rodzi zwykle 5 młodych, mierzących 53–55 cm. Dieta tego rekina składa się głównie z małych ryb kostnoszkieletowych, głowonogów i skorupiaków. Rekin ten przebywa najczęściej małych grupach, rzadziej preferuje samotniczy tryb życia. Poławia się go na większości obszarów występowania w celach handlowych lub przemysłowych. Cenione jest zwłaszcza jego mięso, ale również płetwy i pochodna mączka rybna. Na olej z wątroby i szczęki nie ma większego popytu. Międzynarodowa Unia Ochrony Przyrody nie posiada wystarczających danych, by określić stopień zagrożenia i wielkość populacji tego gatunku. Za główne zagrożenia dla N. velox uznaje się przełowienie i degradację naturalnych siedlisk.

## Taksonomia i filogenetyka
Gatunek ten po raz pierwszy opisał amerykański ichtiolog Charles Henry Gilbert w 1898 pod nazwą Carcharhinus velox w biuletynie waszyngtońskiego Muzeum Historii Naturalnej (Bulletin of the United States National Museum). Okazem typowym (holotypem) była mierząca 120 cm samica wyłowiona u wybrzeży Panamy w styczniu 1896 roku, należąca do zbiorów Uniwersytetu Stanforda, gdzie oznaczona jest numerem katalogowym SU 11893. Ze względu na niespotykane u innych żarłaczy cechy anatomiczne, jak szerokie, poprzecznie ułożone nozdrza rozmieszczone blisko siebie, czy różnice w budowie czaszki – w okolicy kości sitowej – Leonard Compagno i Jack Garrick w 1983 roku utworzyli dla tego taksonu nowy rodzaj Nasolamia. W 1988 roku Leonard Compagno opierając się na fenetycznych badaniach uznał, że N. velox jest siostrzanym taksonem kladu tworzonego przez Carcharhinus acronotus, C. brachyurus, C. falciformis, C. cautus, C. melanopterus i C. signatus. Analiza filogenetyczna mitochondrialnego DNA przeprowadzona w 2012 roku przez Gavina Naylora i innych wykazała, że gatunek ten jest siostrzanym taksonem dla C. acronotus i wraz z nim tworzy klad z C. isodon.

## Występowanie
Nasolamia velox zamieszkuje tropikalne wody przybrzeżne wschodniego Oceanu Spokojnego. Rekin ten występuje u wybrzeży zachodnich Stanów Zjednoczonych (na południe od Sacramento), Meksyku, Gwatemali, Salwadoru, Hondurasu, Nikaragui, Kostaryki, Panamy, Kolumbii, Ekwadoru i Peru, w Zatoce Kalifornijskiej i Zatoce Panamskiej oraz w wodach wokół wysp Ravillagigedo, Malpelo, Galapagos i Wyspy Kokosowej. Preferuje płytkie przybrzeżne wody wzdłuż półek szelfów kontynentalnych. Niekiedy poławiany na otwartych wodach, 32-98 (Gwatemala) i 80-120 (Kostaryka) kilometrów od brzegów. Zwykle spotykany jest na głębokości 15–24 metrów, choć potrafi schodzić dużo głębiej, nawet na ponad 190 m. Obserwowany czasami w pobliżu ujść rzek i estuariów.

## Cechy morfologiczne
Rekin ten posiada wrzecionowaty, wydłużony, lekko zbudowany korpus. Cechą charakterystyczną tego gatunku jest wydłużona szeroka głowa o ostro zakończonym pysku ze stosunkowo małym, V-kształtnym otworem gębowym. W szczękach mieści się kilka rzędów zębów. Pierwszy z nich ułożony jest pionowo, a każdy kolejny coraz bardziej pochylony ku tyłowi. W razie utraty któregoś z zębów na jego miejsce przesuwa się następny z kolejnego rzędu. Trzon górnych zębów jest masywny i trójkątny o piłkowanych krawędziach po obu stronach, podstawa jest szeroka, bocznie spłaszczona. Mniejsze dolne zęby posiadają delikatnie gładkie, ostre krawędzie i szerszą podstawę w stosunku do szczytu zęba. W górnej szczęce mieści się 27–30 zębów, w dolnej 24–28. Wydłużone nozdrza osadzone po bokach spodu pyska posiadają małe trójkątne fałdy skórne. Stosunkowo małe, okrągłe oczy wyposażone są w fałdy półksiężycowate spojówek (ochraniające migotkę). Za nimi znajdują się niewielkie owalne tryskawki. Rekin ten posiada pięć niedużych równych szczelin skrzelowych. Na spodzie pyska widoczne są liczne elektroreceptory zwane ampułkami Lorenziniego.
Tępo zakończona pierwsza, stosunkowo niska, trójkątna płetwa grzbietowa ma długą wolną dalszą końcówkę. Kształtem przypomina łagodnie wygięty ku tyłowi sierp. Jej proksymalna krawędź leży dokładnie nad tylną krawędzią podstawy płetw piersiowych. Mała druga płetwa grzbietowa ma romboidalny kształt i wąską podstawę. Umiejscowiona jest nad płetwą odbytową. Pomiędzy płetwami grzbietowymi widoczny wyraźny międzygrzbietowy łuk. Ostro zakończone płetwy piersiowe są długie i szerokie, z mocno zagiętą dystalną krawędzią. Ulokowane są tuż za ostatnią parą szczelin skrzelowych. Małe płetwy brzuszne, podobnie jak pierwsza płetwa grzbietowa, mają trójkątny kształt, i szeroką podstawę. U samca z wewnętrznej, tylnej części płetw brzusznych wykształcił się narząd kopulacyjny zwany pterygopodium. Płetwa odbytowa jest większa od drugiej płetwy grzbietowej. Posiada zaokrągloną, mocno wygiętą ku tyłowi dolną i ostrą wolną górną końcówkę. Na końcu ogona mieści się długa, heterocerkiczna, asymetryczna płetwa ogonowa. Na końcu jej górnego łuku, kilkukrotnie dłuższego od dolnego, mieści się szeroki wydłużony fałd skórny bez wyraźnego poprzedzającego go wcięcia.
Skórę pokrywają romboidalne połyskujące łuski plakoidalne. Grzbiet rekina ma jasnoszarą, ciemnoszarą lub jasnobrunatną barwę. Spód i boki są nieco jaśniejsze, barwy białej lub srebrnej. Płetwy brzuszne, płetwa ogonowa i dystalna końcówka płetwy ogonowej ciemniejsze od korpusu. Dorosłe osobniki osiągają zazwyczaj 1,3–1,4 m (maksymalnie 1,6 m). Wielkość nie jest cechą dymorfizmu płciowego, samice są niekiedy nieznacznie większe od samców.
Z uwagi na liczne podobieństwa morfologiczne często mylony z młodymi osobnikami Carcharhinus brevipinna. Cechą odróżniającą oba gatunki jest ubarwienie – grzbiet N. velox jest jaśniejszy, w dodatku rekin ten posiada charakterystyczną ciemną końcówkę pyska obramowaną białą krawędzią (widoczną szczególnie u dorosłych osobników), w przeciwieństwie do C. brevipinna, który cechuje się ciemnymi, często czarnymi wzorami na krawędziach płetw grzbietowych, piersiowych, odbytowej i ogonowej, podobnie jak żarłacz czarnopłetwy (C. limbatus). Mylony czasami również z Rhizoprionodon longurio – gatunki te odróżnia położenie drugiej płetwy grzbietowej względem płetwy odbytowej, rozmiar i kształt nozdrzy oraz obecność wcięcia poprzedzającego płetwę ogonową u R. longurio.

## Ekologia i zachowanie
Niewiele wiadomo o ekologii tego gatunku. Młode osobniki przebywają w większych grupach, starsze i dorosłe osobniki preferują mniejsze skupiska, rzadziej samotniczy tryb życia. Dieta N. velox składa się głównie z małych ryb kostnoszkieletowych (w tym sardelowatych i śledziowatych), skorupiaków (krabów i krewetek) i głowonogów. Żeruje zwykle bliżej dna, rzadziej przy powierzchni. Jego zęby nie są przystosowane do cięcia i wyrywania większych kawałków mięsa, co sugeruje, że rekin ten atakuje ofiary dużo mniejsze od siebie, by móc pochwyconą zdobycz połknąć w całości.

### Cykl życiowy
Podobnie jak inne żarłaczowate, jest żyworodny. Samce i samice dojrzewają płciowo osiągnąwszy 1–1,1 m długości. Gody mają miejsce od maja do lipca lub w miesiącach jesiennych, w zależności od szerokości geograficznej. W tym okresie pobudzone samce uporczywie próbują doprowadzić do kopulacji, często w sposób agresywny, gryząc samicę w okolicy płetwy grzbietowej i płetw piersiowych. Jest to typowe zachowanie dla żarłaczowatych. Z tego powodu często spotyka się blizny na grzbiecie samic. Kopulacja odbywa się za pomocą pterygopodium, narządu wykształconego z dystalnych fragmentów płetw brzusznych samców. Podczas zapłodnienia para rekinów łączy się na jakiś czas w wyraźnym uścisku. Embriony w ciele matki zużywają zapasy żółtka z pęcherzyka żółtkowego, który później łączy się ze ścianą macicy, tworząc tzw. łożysko żółtkowe, dzięki któremu dostarczane jest pożywianie z organizmu matki. Po trwającej 8-9 miesięcy ciąży samica rodzi średnio 5 młodych. Liczba młodych zależy od rozmiarów matki – im większa samica, tym liczniejszy miot. W niektórych rejonach poród następuje w okolicach marca. Noworodki mierzą około 53–55 cm. Przez pierwszych kilka lat młodociane osobniki pozostają w płytkich przybrzeżnych wodach, dużo bezpieczniejszych od otwartej toni głębszych wód. Do osiągnięcia dojrzałości przebywają w większych grupach. Dzięki temu chronione są lepiej przed atakami drapieżników. Nowo narodzone młode przypominają z wyglądu dorosłe osobniki, choć posiadają bardziej wydłużony korpus i proporcjonalnie mniejsze płetwy. Brak informacji na temat długości życia N. velox.

## Relacje z ludźmi
Rekin ten poławiany jest w większości obszarów występowania za pomocą sieci skrzelowych, sieci powierzchniowych, włoków dennych i lin z haczykami (takli). Do końca XX wieku gatunek ten uważany był za dość rzadki. Sytuację tę zmieniły dane dotyczące połowów u wybrzeży Meksyku z lat 1996-2001, podczas których wyłowiono aż 1149 sztuk N. velox (529 samic i 620 samców). Według danych z 2004 roku gatunek ten jest ważnym elementem przemysłu rybołówstwa morskiego u wybrzeży Puerto Madero w Meksyku oraz Kostaryki, gdzie stanowi 13-21% połowów wśród małych gatunków spodoustych. U wybrzeży Ekwadoru, Kolumbii i Nikaragui N. velox poławiany jest sporadycznie, głównie w formie przyłowu. W okolicach Salwadoru i Panamy nie poławia się tego gatunku. Jego mięso, uznawane jest za przysmak, wykorzystywane jest lokalnie. Płetwy eksportowane są do Hongkongu, między innymi w celu produkcji zupy z płetwy rekina. Na olej z wątroby, skórę i szczęki nie ma większego popytu na obszarach Ameryki Środkowej i Południowej. Niewykorzystane fragmenty przetwarzane są na mączkę kostną.

### Ochrona i zagrożenia
Rekin ten nie jest objęty ochroną gatunkową u wybrzeży żadnego kraju. Prawo Ekwadoru i Nikaragui zabrania rybakom odcinania płetw żywym rekinom i wyrzucania okaleczonych zwierząt za burtę. W Meksyku połowy rekinów są ściśle regulowane dzięki systemowi liczebnych zezwoleń na odłów. Mimo to w wielu miejscach wciąż występuje kłusownictwo na dużą skalę, z uwagi brak wystarczających środków do egzekwowania przepisów. U wybrzeży Hondurasu obowiązuje zakaz połowów małych gatunków rekinów, a każdy okaz złapany jako przyłów musi być odnotowany.
Międzynarodowa Unia Ochrony Przyrody nie posiada wystarczających danych, by określić stopień zagrożenia i wielkość populacji Nasolamia velox. Pomimo tego, organizacja uważa, że rekin ten może być zagrożony z uwagi na możliwość przełowienia na niektórych obszarach, zbyt intensywny odłów młodocianych osobników, degradację i zanieczyszczenie środowiska oraz stopniowe zanikanie naturalnych siedlisk.